# 托米斯拉夫·伊維奇
托米斯拉夫·伊維奇（1933年6月30日—2011年6月24日），前克罗地亚足球运动员和教練。
他經常被人描述為一個輝煌的戰術家，因為伊維奇被認為有助於開發足球的現代風格。 2007年4月，意大利體育日報米蘭體育報宣稱他是歷史上最成功的足球教練，基於他在5個不同國家奪得7次聯賽冠軍。
伊維奇在擔任足球教練的生涯中總共涉足在14個不同的國家以及4支國家隊，他在六個國家（南斯拉夫，荷蘭，比利時，希臘，葡萄牙和西班牙）奪得聯賽和盃賽冠軍。他（三個在南斯拉夫;希臘、葡萄牙、荷蘭和比利時各一個），6個國際賽獎盃（4個在南斯拉夫和在西班牙和葡萄牙各一個），一個歐洲超級杯冠軍和洲際盃冠軍。
在伊維奇整個足球教練生涯中，他涉足過十個國家。首先，在他的家鄉，他執教斯普利特，哈伊杜克，萨格勒布迪纳摩以及克羅地亞國家隊;在荷蘭，他執教阿賈克斯;在比利時，他執教了安德莱赫特和标准列日;在土耳其，加拉塔萨雷和费内巴切;而阿韋利諾是他在意大利僅有的執教經驗;帕纳辛奈科斯他在希臘;在葡萄牙，他執教波爾圖和本菲卡;在法國，他執教了巴黎圣日耳曼和馬賽（這一次，他退休前最後的俱樂部，2002年）;在西班牙，他短暫地執教馬德里競技一年;在阿拉伯聯合大公國，阿爾瓦斯爾和阿拉伯聯合大公國國家隊;在伊朗，他執教了波斯波利斯和伊朗國家隊。
他在2011年6月24日在他的家鄉斯普利特逝世，他在一週後將會渡過他78歲的生日。據說，他晚年健康一直飽受心臟問題以及糖尿病困擾

## 數據
| 球會         | 國家     | 由           | 至            | 紀錄 | 紀錄 | 紀錄 | 紀錄 | 紀錄  |
| 球會         | 國家     | 由           | 至            | 出賽 | 勝   | 和   | 負   | 勝率  |
| ------------ | -------- | ------------ | ------------- | ---- | ---- | ---- | ---- | ----- |
| 南斯拉夫     | 南斯拉夫 | 1973年11月   | 1974年3月     | 11   | 3    | 3    | 5    | 27.27 |
| 阿賈克斯     | 荷兰     | 1976年7月1日 | 1978年6月30日 |      |      |      |      | —     |
| 安德莱赫特   | 比利时   | 1980年       | 1982年        |      |      |      |      | —     |
| 加拉塔萨雷   | 土耳其   | 1983年6月    | 1984年6月     | 40   | 19   | 12   | 9    | 47.50 |
| 波爾圖       | 葡萄牙   | 1987年7月    | 1988年6月     | 54   | 40   | 11   | 3    | 74.07 |
| 巴黎圣日耳曼 | 法國     | 1988年7月    | 1990年        | 86   | 41   | 21   | 24   | 47.67 |
| 馬賽         | 法國     | 1991年7月    | 1991年10月    |      |      |      |      | —     |
| 波爾圖       | 葡萄牙   | 1993年8月    | 1994年1月30日 | 28   | 18   | 8    | 2    | 64.29 |
| 伊朗         | 伊朗     | 1997年12月   | 1998年4月     | 5    | 1    | 2    | 2    | 20.00 |
| 馬賽         | 法國     | 2001年10月   | 2001年11月    |      |      |      |      | —     |
| 總計         | 總計     | 總計         | 總計          | 184  | 103  | 45   | 36   | 55.98 |

## 榮譽

### 球會
- 南斯拉夫甲組足球聯賽: 3

1973-74, 1974-75, 1978-79(哈伊杜克)
- 南斯拉夫盃: 4

1972, 1973, 1974, 1976 (哈伊杜克)
- 荷甲: 1

1976-77 (阿賈克斯)
- 比利時甲組足球聯賽: 1

1980-81 (安德莱赫特)
- 希超: 1

1985-86 (帕纳辛奈科斯)
- 葡超: 1

1987–88|1988 (波爾圖)
- 葡萄牙盃: 1

1988 (波爾圖)
- 西班牙國王盃: 1

1991 (馬德里競技)

### 洲際賽
- 歐洲超級盃: 1

1987 (波爾圖)
- 洲際盃冠軍: 1

1987 (波爾圖)